# کودکی غلامحسین‌خان
کودکی غلامحسین‌خان نام یک مجموعهٔ تلویزیونی به کارگردانی مرضیه برومند است که در سال ۱۳۷۵ ساخته شد.

## داستان
مجری یک برنامهٔ تلویزیونی (با هنرنمایی امیرحسین صدیق) قصد دارد کودکان را با تهران مدرن و امروزی آشنا کند، اما غلامحسین‌خان که یک تهرانی اصیل و قدیمی است در این کار دخالت کرده و بچه‌ها را به دیدنِ نقاط قدیمی و تاریخی پایتخت می‌برد. (غلامحسین‌خان یک شخصیت عروسکی است که توسط عادل بزدوده طراحی شده و صداپیشگی‌اش به‌عهدهٔ حسین کسبیان بود.)